# John Thach
John Smith "Jimmy" Thach (19 de abril de 1905 - 15 de abril de 1981) fue un piloto naval durante la Segunda Guerra Mundial, táctico de la Armada de los Estados Unidos. Thach desarrolló la estrategia "Onda Thach", una formación de ataque que buscaba contrarrestar la superioridad tecnológica de los aviones enemigos y más tarde desarrolló la "Gran Manta Azul", un sistema defensivo en contra de los ataques Kamikaze.

## Primeros años
John S. Thach nació en Arkansas. Se graduó de la Academia Naval de los Estados Unidos en 1927 y pasó los dos años siguientes al servicio de diversos buques de guerra antes de comenzar su instrucción como piloto naval en 1929. Thach pasó los siguientes diez años como piloto de pruebas e instructor.

## En la Segunda Guerra Mundial

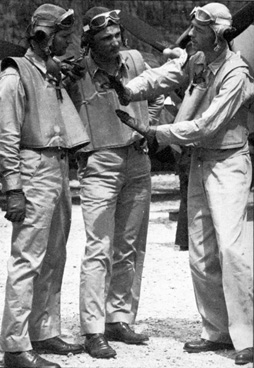
Thach instruye a pilotos novatos

A comienzos de la década de los años 1940, fue puesto al mando del Tercer Escuadrón de Ataque (VF-3).
Thach desarrolló una táctica de combate aéreo conocida como "Onda Thach", la cual permitía hacer frente a los Mitsubishi Zero, los aviones más utilizados por la Armada Imperial Japonesa. 
Thach y la VF-3 fueron asignados al Yorktown (CV-5) durante la Batalla de Midway en junio de 1942.
Después de Midway, Thach fue asignado como instructor en tácticas de combate para nuevos pilotos. La Armada quitó del combate a sus mejores pilotos para entrenar a nuevos, mientras que los japoneses los mantuvieron en activo. Cuando los japoneses desarrollaron el sistema de ataque kamikaze, Thach ideó el sistema de defensa conocido como "Gran Manta Azul".

## Después de la Segunda Guerra Mundial

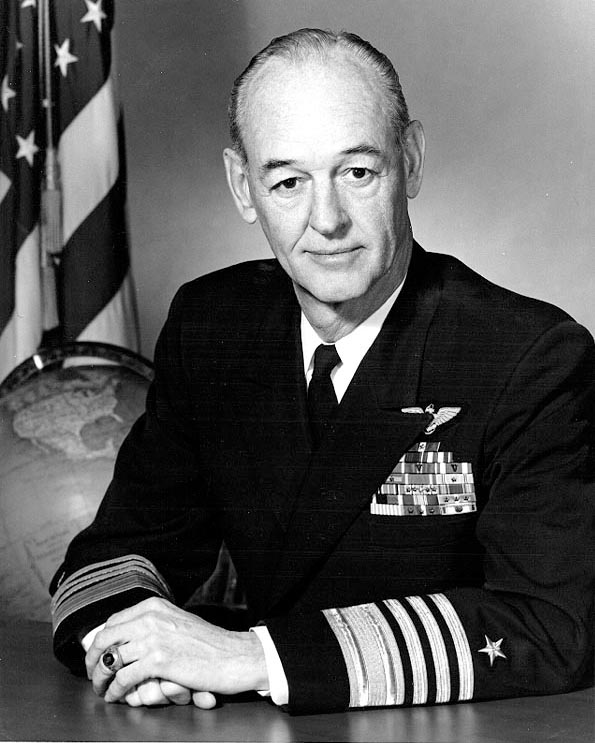
Almirante Thach.

Thach estuvo al mando del Sicily (CVE-118) durante la guerra de Corea y del Franklin D. Roosevelt (CVA-42) en 1953 - 1954.
Fue promovido como Vicealmirante en 1960 y finalmente fue condecorado como Almirante en mayo de 1967 donde se retiró.
Thach murió el 15 de abril de 1981 a pocos días de su cumpleaños 76. La fragata Thach (FFG-43) fue nombrada así en su honor.